# Estación de Basauri
Basauri es un apeadero ferroviario situado en el municipio español de Basauri en la provincia de Vizcaya, comunidad autónoma del País Vasco. Forma parte de la línea C-3 de Cercanías Bilbao operada por Renfe.

## Situación ferroviaria
La estación se encuentra en el punto kilométrico 241,3 de la línea férrea de Castejón a Bilbao por Logroño y Miranda de Ebro a 53 metros de altitud.

## La estación
Aunque ubicada en el tramo Bilbao-Orduña de la línea férrea que pretendía unir Castejón con Bilbao inaugurado el 1 de marzo de 1863, no se dispuso de ninguna estación en la zona. Su creación fue posterior sin que exista constancia de la fecha en la que tuvo lugar.
Se sitúa al sur del municipio, en el barrio de San Miguel de Basauri. Sus sencillas instalaciones se limitan a dos andenes laterales dotados de pequeñas marquesinas a los que acceden dos vías. 

## Servicios ferroviarios

### Cercanías
Los trenes de la línea C-3 de la red de Cercanías Bilbao que opera Renfe tienen parada en la estación. Entre semanas la frecuencia media es de un tren cada veinte-treinta minutos. Dicha frecuencia se reduce drásticamente los fines de semana. Los trenes CIVIS de la línea no se detienen en la estación.
| procedencia/destino | < estación        | Línea | estación >   | destino/procedencia |
| ------------------- | ----------------- | ----- | ------------ | ------------------- |
| Bilbao Abando       | Abaroa-San Miguel |       | Arrigorriaga | Orduña              |